# Jonatan Persson
Jonatan Aage Persson (Copenhague, 10 de diciembre de 1970) es un deportista danés que compitió en vela en la clase 49er. Ganó una medalla de oro en el Campeonato Europeo de 49er de 2000.

## Palmarés internacional
| \| Campeonato Europeo \| Campeonato Europeo \| Campeonato Europeo \| Campeonato Europeo \| \| Año \| Lugar \| Medalla \| Clase \| \| ------------------ \| ------------------------ \| ------------------ \| ------------------ \| \| 2000 \| Medemblik (Países Bajos) \| Medalla de oro \| 49er \| |                          |                |       |
| Campeonato Europeo |                          |                |       |
| Año | Lugar                    | Medalla        | Clase |
| 2000 | Medemblik (Países Bajos) | Medalla de oro | 49er  |